# Tobias Svendsen
Tobias Hammer Svendsen (Molde, 31 agosto 1999) è un calciatore norvegese, centrocampista dell'Odd.

## Biografia
È il fratello minore di Sander Svendsen, anch'egli calciatore.

## Carriera

### Club
È cresciuto nelle giovanili del Molde, con cui ha vinto il 2016 e 2017. Ha esordito in prima squadra il 13 aprile 2016, schierato titolare nella vittoria per 0-6 arrivata sul campo del Kristiansund, sfida valida per il primo turno del Norgesmesterskapet. Il 9 luglio ha debuttato in Eliteserien, sostituendo Petter Strand nella sconfitta per 4-3 arrivata sul campo del Sogndal. Il successivo 21 agosto ha trovato la prima rete nella massima divisione locale, in occasione del successo casalingo per 4-2 sull'Odd.
Il 15 agosto 2018 ha prolungato il contratto che lo legava al Molde fino al 31 dicembre 2020 e, contestualmente, è stato ceduto in prestito all'Haugesund. Il 19 agosto ha giocato la prima partita da titolare con questa casacca, nel pareggio per 1-1 arrivato sul campo del Lillestrøm.
Rientrato al Molde al termine della stagione per fine prestito, il 16 gennaio 2019 è stato ceduto con la medesima formula al Sandefjord in 1. divisjon. Il 31 marzo ha disputato la prima sfida in squadra, subentrando ad Håvard Storbæk nella vittoria per 1-0 sul KFUM Oslo. Il 6 luglio, Svendsen ha fatto ritorno al Molde.
Il 9 settembre è passato al Nest-Sotra, sempre in prestito.
Il 26 giugno 2020 ha firmato un contratto con l'HamKam, a cui si è trasferito a titolo permanente con un contratto valido fino al termine dell'annata.
Il 23 settembre 2020 è passato al Lillestrøm, a cui si è legato con un accordo valido fino al 31 dicembre 2023. Il 18 agosto 2022, Svendsen si è preso una pausa dal mondo del calcio per cercare di risolvere i suoi problemi legati all'ansia che, tra le altre cose, non gli hanno permesso di giocare dal primo minuto le ultime sfide con la sua squadra. Si è aggregato nuovamente alla squadra per la stagione 2023.
Il 25 agosto 2023, Svendsen si è trasferito all'Odd, a cui si è legato con un contratto triennale.

### Nazionale
Svendsen ha giocato per tutte le rappresentative giovanili norvegesi. Il 30 aprile 2019 è stato incluso tra i convocati della Norvegia under 20 per il mondiale di categoria.
Il 20 novembre 2018 aveva invece effettuato il proprio esordio per la Norvegia under 21, subentrando a Tobias Heintz nella sfida amichevole vinta per 2-3 contro la Turchia a La Manga del Mar Menor.

## Statistiche

### Presenze e reti nei club
Statistiche aggiornate al 10 novembre 2024.
| Stagione          | Club              | Campionato        | Campionato | Campionato | Coppe nazionali | Coppe nazionali | Coppe nazionali | Coppe continentali | Coppe continentali | Coppe continentali | Supercoppe | Supercoppe | Supercoppe | Totale | Totale |
| Stagione          | Club              | Comp              | Pres       | Reti       | Comp            | Pres            | Reti            | Comp               | Pres               | Reti               | Comp       | Pres       | Reti       | Pres   | Reti   |
| ----------------- | ----------------- | ----------------- | ---------- | ---------- | --------------- | --------------- | --------------- | ------------------ | ------------------ | ------------------ | ---------- | ---------- | ---------- | ------ | ------ |
| 2015              | Molde             | ES                | 0          | 0          | CN              | 0               | 0               | UCL+UEL            | -                  | -                  | -          | -          | -          | 0      | 0      |
| 2016              | Molde             | ES                | 4          | 1          | CN              | 1               | 0               | -                  | -                  | -                  | -          | -          | -          | 5      | 1      |
| 2017              | Molde             | ES                | 6          | 0          | CN              | 2               | 1               | -                  | -                  | -                  | -          | -          | -          | 8      | 1      |
| gen.-ago. 2018    | Molde             | ES                | 7          | 0          | CN              | 2               | 0               | UEL                | 1                  | 0                  | -          | -          | -          | 10     | 0      |
| Totale Molde      | Totale Molde      | Totale Molde      | 17         | 1          |                 | 5               | 1               |                    | 1                  | 0                  |            | -          | -          | 23     | 2      |
| ago.-dic. 2018    | Haugesund         | ES                | 8          | 0          | CN              | 0               | 0               | -                  | -                  | -                  | -          | -          | -          | 8      | 0      |
| gen.-lug. 2019    | Sandefjord        | 1D                | 6          | 0          | CN              | 0               | 0               | -                  | -                  | -                  | -          | -          | -          | 6      | 0      |
| set.-dic. 2019    | Nest-Sotra        | 1D                | 9          | 1          | CN              | -               | -               | -                  | -                  | -                  | -          | -          | -          | 9      | 1      |
| giu.-set. 2020    | HamKam            | 1D                | 14         | 5          | -               | -               | -               | -                  | -                  | -                  | -          | -          | -          | 14     | 5      |
| set.-dic. 2020    | Lillestrøm        | 1D                | 6          | 2          | -               | -               | -               | -                  | -                  | -                  | -          | -          | -          | 6      | 2      |
| 2021              | Lillestrøm        | ES                | 21         | 0          | CN              | 4               | 1               | -                  | -                  | -                  | -          | -          | -          | 25     | 1      |
| gen.-ago. 2022    | Lillestrøm        | ES                | 14         | 0          | CN              | 6               | 0               | UECL               | 3                  | 0                  | -          | -          | -          | 23     | 0      |
| gen.-ago. 2023    | Lillestrøm        | ES                | 17         | 0          | CN              | 2               | 3               | -                  | -                  | -                  | -          | -          | -          | 19     | 3      |
| Totale Lillestrøm | Totale Lillestrøm | Totale Lillestrøm | 58         | 2          |                 | 12              | 4               |                    | 3                  | 0                  |            | -          | -          | 73     | 6      |
| ago.-dic. 2023    | Odd               | ES                | 10         | 1          | CN              | -               | -               | -                  | -                  | -                  | -          | -          | -          | 10     | 1      |
| 2024              | Odd               | ES                | 27         | 3          | CN              | 1               | 0               | -                  | -                  | -                  | -          | -          | -          | 28     | 3      |
| Totale Odd        | Totale Odd        | Totale Odd        | 37         | 4          |                 | 1               | 0               |                    | -                  | -                  |            | -          | -          | 38     | 4      |
| Totale            | Totale            | Totale            | 149        | 13         |                 | 18              | 5               |                    | 4                  | 0                  |            | -          | -          | 171    | 18     |

## Palmarès

### Club

#### Competizioni giovanili
- Norgesmesterskapet G19: 2

Molde: 2016, 2017